# Бу-Саада
Бу-Саада (араб. بوسعادة‎) — город на севере Алжира, на территории вилайета Мсила. Административный центр одноимённого округа.

## Географическое положение
Город находится в центральной части вилайи, на территории одноимённого оазиса, на высоте 553 метров над уровнем моря.

Бу-Саада расположена на расстоянии приблизительно 200 километров к юго-востоку от столицы страны Алжира.

## История
Город Бу-Саада был завоеван французами в ноябре 1849 года и в конце XIX — начале XX века представлял собой важный военный пункт с фортами и казармами.

## Демография
По данным переписи, на 2008 год население составляло 125 573 человека.
Динамика численности населения города по годам:
| 1977   | 1987   | 1998    | 2008    | 2012    |
| ------ | ------ | ------- | ------- | ------- |
| 46 760 | 66 688 | 104 029 | 125 573 | 142 545 |

## Транспорт
В 7 километрах к северу от города расположен одноимённый аэропорт.

## Экономика
В Бу-Сааде расположены предприятия по производству ювелирных изделий, изделий из металла, ковров и ножей. Также в городе размещаются предприятия текстильной промышленности.